# Clinch County
Clinch County är ett administrativt område i delstaten Georgia, USA, med 6 798 invånare. Den administrativa huvudorten (county seat) är Homerville.

## Geografi
Enligt United States Census Bureau har countyt en total area på 2 135 km². 2 096 km² av den arean är land och 39 km² är vatten.

### Angränsande countyn
- Atkinson County - nord
- Ware County - öst
- Columbia County, Florida - syd
- Echols County - sydväst
- Lanier County - väst